# The Book of Unwritten Tales
The Book of Unwritten Tales – komputerowa gra przygodowa typu wskaż i kliknij stworzona w 2009 roku przez niemieckiego producenta King Art. W 2012 został wydany prequel gry pod tytułem The Book of Unwritten Tales: The Critter Chronicles.

## Fabuła
Gra rozpoczyna się, gdy gremlin archeolog Mortimer McGuffin odnajduje mroczną tajemnicę potężnego artefaktu. Każdy kto stanie się jego posiadaczem może zadecydować o losach świata. Skarb starają się przejąć agenci Armii Cieni, a próby te starają się udaremnić alianci wysyłając elfkę Ivodorę, człowieka Nathaniela i gnoma Wilbura, w które to postacie w trakcie rozgrywki wciela się gracz.

## Rozgrywka
Gracz może kierować na zmianę trzema postaciami. Cała rozgrywka jest tradycyjną grą przygodową typu wskaż i kliknij w humorystyczny sposób opisującą sam gatunek i świat fantasy.